# Betty (groupe)
Pour les articles homonymes, voir Betty.
Betty (stylisé BETTY) est un groupe américain de pop rock alternatif, originaire de Washington, et basé à New York depuis la fin des années 1980. Le trio, composé d'Elizabeth Ziff, Alyson Palmer Amy Ziff, est connu pour son style mêlant pop rock, musique alternative et éléments electro, ainsi que pour son engagement féministe et LGBT. Outre leur carrière musicale, les membres de Betty se distinguent par leur implication dans des projets audiovisuels, notamment la série télévisée éducative Encyclopedia sur HBO, ou la série dramatique The L Word, dont elles interprètent le générique. Elles ont également créé leur propre comédie musicale, Betty Rules, jouée à Broadway et dans d'autres villes américaines.
Parallèlement à leur activité artistique, les trois membres sont reconnues pour leur engagement militant, participant régulièrement à des événements en faveur de l’égalité des droits et de diverses causes sociales. Le groupe continue de se produire en concert et anime un podcast retraçant son parcours intitulé Betty: Girlband.

## Histoire
Le groupe se forme en 1986 à Washington autour de la scène du 9:30 Club (en). Il est composé d’Elizabeth Ziff (chant, guitare et accompagnement électronique), Alyson Palmer (chant et basse) et Amy Ziff (chant et violoncelle). En 1989, le groupe déménage à New York. Le titre de leur premier album, Hello, Betty!, vient de la phrase d’ouverture qu’elles utilisaient à chaque concert.
Betty apparaît dans chaque épisode de la série Encyclopedia (1989) de HBO , où elles chantent des chansons éducatives, chacune dédiée à un mot particulier. Elles interprètent également les chansons des génériques.
En 2002, le groupe joue dans sa propre comédie musicale, Betty Rules, produite à Broadway et mise en scène par Michael Greif (connu pour Rent). La comédie musicale est jouée pendant neuf mois au Zipper Theatre. Le spectacle est ensuite présenté à Chicago au Lakeside Theatre, puis trois fois à guichets fermés au Theater J à Washington. De 2005 à 2009, Betty apparaît comme artiste invitée récurrente dans la série The L Word, pour laquelle le groupe fournit également la chanson thème.
Artistes et activistes, les membres du groupe sont également connues pour leurs performances lors de rassemblements en faveur de causes sociales et politiques qu'elles soutiennent.
Le groupe revient sur son parcours sur les scènes musicales de Washington et New York dans son podcast, Betty: Girlband, disponible sur Apple Podcasts.

## Discographie
- 1992 : Hello, Betty!
- 1994 : Kiss My Sticky (EP)
- 1996 : Limboland
- 1999 : betty3
- 2000 : Carnival
- 2002 : Betty Rules
- 2004 : Snowbiz (Holiday)
- 2009 : Bright and Dark
- 2013 : Rise (EP)
- 2016 : On the Rocks
- 2024 : EAT